# 胡得俊
胡得俊（越南语：／，1836年—1878年），阮朝舉人、官員。

## 生平
胡得俊生於明命十七年（1836年），是承天府富榮縣安傳社人。胡得化之子。
初任職於藏書樓，後調至兵部、機密院，最後補寧江知府，於嗣德三十一年四月二十八日（1878年5月29日）在任上逝世。

## 家庭
- 子胡得忠
  - 孫胡得愷，保大時期總督
  - 孫胡得恩，藥學學士（藥科進士）
  - 孫胡得怡，醫生
  - 孫胡得憐，工業技師
  - 孫胡得恬，律學學士（律科進士）
  - 孫胡得恕
  - 孫女胡氏芷，啟定帝恩妃
  - 孫女胡氏荇，嫁高春腔，後出家
  - 孫女胡氏芳，嫁黎貞之子
  - 孫女胡氏萱，嫁禮儀工作部尚書阮福膺蔚
- 子胡得第
  - 孫胡得僚，舉人